# Proprietà rurale
La proprietà rurale (o agraria) nel diritto italiano comprende i terreni agricoli al di fuori delle città. Ad essa è dedicato l'art. 44 della Costituzione che cita il conseguimento di un razionale sfruttamento del suolo e di equi rapporti sociali.
Per concretizzare tali obiettivi la legge deve imporre obblighi e vincoli alla proprietà terriera privata, fissando limiti alla sua estensione, in modo da eliminare il fenomeno del latifondo.
La legge impone anche la bonifica delle terre incolte, e incoraggia la piccola e media proprietà agraria, nonché quella che si trova nelle zone montane.
La legge cerca di ricostruire le unità produttive.

## Riferimenti normativi
- Costituzione della Repubblica Italiana